# ياسين طه العزاوي
ياسين طه شكر العزّاوي (1936 - 2006)، هو شيخ القراء والمجوّدين في العراق في حينه، وكان ر ئيس جمعية القراء والمجودين العراقيين وعضو المجمع العلمي العراقي وعضو في جمعية منتدى الإمام أبي حنيفة.

## نشأته وحياته
ولد في حي الفضل في بغداد، وكان كفيف البصر، وتتلمذ على يديه آلاف طلبة العلم العراقيين، حيث التزم إلى أيامه الأخيرة الخيرَ بإعطاء الدروس المجانية إليهم من غير أخذ مال مقابل تدريسهم جاعلا ذلك في سبيل الله.
كان الشيخ عضوا في حزب التحرير، وكان كما وصفه تلاميذه مثالاً للتضحية والعمل والمثابرة في حمل الدعوة، لذلك فقد تعرّض للأذى والاعتقال إبان فترة حكم صدام حسين.
و في عام 1974م حُكم عليه بالسجن مدة 15 عاما. وبعد احتلال العراق عام 2003م، استمر ياسين طه العزّاوي على نهجه ولم يُثنه شيء عن حمل الدعوة، ولا عن العمل لاستئناف الحياة الإسلامية بإقامة الخلافة على منهاج النبوة. وعُرف عنه رفضه للاحتلال ولقيام الحكومة العراقية ودعوته إلى جهاد المحتل.

## إجازته بقراءة الإمام عاصم بن أبي النجود الكوفي
كان الشيخ يجيز طلابه عادة بروايتي قراءة عاصم شعبة وحفص وقد أخذ الإجازة فيها عن الشيخ حسن علي داود العامري وكان أيضا يجيز بقراءة ابن كثير المكي وكذلك فقد درس القراءات وقرأها على الشيخ محسن الطاروطي المصري وكان يجيز بالسبعة من الشاطبية.

## عائلته
زوجته أيضا هي فاقدة للبصر وقد رزقا ببنتين وولد اسمه (طه) وقد توفي الشيخ، وطه لم يصل سن البلوغ. وكان الشيخ يسكن في دار تابعة لجامع برهان الدين الملا حمادي في حي الشرطة غرب بغداد.

## وفاته
توفي القارئ ياسين العزاوي ظهر يوم الثلاثاء 24 ذي الحجة 1426 هـ /24 كانون الثاني 2006 م، إثر نوبة قلبية عن عمر ناهز السبعين عاما. 